# Gerard Cieślik
Gerard Józef Cieślik (ur. 29 kwietnia 1927 w Hajdukach Wielkich, zm. 3 listopada 2013 w Chorzowie) – polski piłkarz, występujący na pozycji napastnika, reprezentant Polski w latach 1947–1958, olimpijczyk, trener piłkarski.
W czasie II wojny światowej był zawodnikiem reaktywowanego w 1939 roku Bismarckhütter SV 99. Po powrocie z frontu podpisał akces do gry w Ruchu Chorzów, dla którego występował przez blisko piętnaście lat. W barwach Ruchu trzykrotnie zdobył mistrzostwo Polski (1951, 1952, 1953) i jeden raz Puchar Polski (1950/51). Dwukrotny król strzelców rozgrywek I ligi (1952, 1953). Z reprezentacją Polski uczestnik Igrzysk Olimpijskich 1952 w Helsinkach.
Członek Klubu Wybitnego Reprezentanta oraz z dorobkiem 168 goli Klubu 100. Będąc czynnym piłkarzem pełnił funkcje szkoleniowe w Grunwaldzie Ruda Śląska, Prośnie Wieruszów i Concordii Knurów. Po zakończeniu kariery zawodniczej trener Ruchu Chorzów, MKS–u Lędziny, Unii Racibórz, AKS–u Chorzów oraz Uranii Ruda Śląska.

## Kariera piłkarska

### Młodość i początki kariery (1927–1945)
Gerard Cieślik urodził się 29 kwietnia 1927 roku w Hajdukach Wielkich w rodzinie Marty z domu Dyl i Antoniego. Ojciec był pracownikiem huty. Wraz z innymi pracownikami został przed rozpoczęciem II wojny światowej ewakuowany na wschód kraju, gdzie miał być przeniesiony polski przemysł ciężki. Zginął w drodze do Sandomierza podczas bombardowania pod Olkuszem. Matka była działaczką Towarzystwa Gimnastycznego Sokół w Hajdukach Wielkich, a po śmierci męża pracowała w hucie. Gerard był ich drugim dzieckiem. Miał czworo rodzeństwa: Jerzego (ur. 1923), Magdalenę (ur. 1928), Gertrudę (ur. 1930) oraz Helenę (ur. 1934). Mając dwanaście lat pracował w piekarni, by pomóc w utrzymaniu domu. W młodości chodził na treningi Ruchu Chorzów, aby podawać piłki zawodnikom. W czasie pewnych zajęć, Gorol, kierownik drużyny juniorów wezwał chłopców oglądających trening. Każdy z nich mógł wykonać rzut karny, zaś ten, który zrobiłby to najlepiej, miał otrzymać zgodę na dołączenie do zespołu. Cieślik trafił w górny róg bramki, dzięki czemu na kilka miesięcy przed wybuchem II wojny światowej został dopuszczony do treningów w klubie. Wraz z rozpoczęciem wojny niemieckie władze okupacyjne rozwiązały Ruch i powołały Bismarckhütter SV 99, do którego trafił Gerard. W grudniu 1944 roku otrzymał powołanie do Wehrmachtu i oddelegowanie do jednostki szkoleniowej mieszczącej się w Chociebużu, a następnie do Schwedt/Oder. Na początku 1945 roku został wysłany do jednostki w Danii, gdzie mieszkał w kościele i miał za zadanie ochraniać jeden z mostów. Zaprzyjaźnił się tam z rodziną, która oferowała mu pomoc w ucieczce, jednak zanim nadarzyła się ku temu okazja, skierowano go na front. Po zakończeniu wojny znajdował się na terenach zajętych przez Armię Czerwoną. Świadomy niebezpieczeństwa zdecydował się wraz z innymi żołnierzami uciec na tereny kontrolowane przez aliantów. Chcąc oddać się w ręce wojsk amerykańskich przepłynęli na tratwie Łabę, jednak ci przekazali ich z powrotem Rosjanom. Cieślik trafił do mieszczącego się w Brandenburg an der Havel obozu jenieckiego. Poznał tam Teodora Wieczorka, który dzięki interwencji u władz obozu uchronił Cieślika od wywozu do łagrów.

### Kariera po zakończeniu wojny (1945–1947)
Cieślik podpisał akces gry w Ruchu Chorzów po powrocie z niewoli. W maju zadebiutował i zdobył premierową bramkę dla reprezentacji Śląska w wygranym (4:1) spotkaniu towarzyskim z reprezentacją Gdańska. Ruch został reaktywowany w marcu 1945 roku i rozpoczął grę w eliminacjach okręgowych do śląskiej klasy A. Cieślik zadebiutował w jego barwach podczas domowego meczu przeciwko Zgodzie Bielszowice (6:0, 12 września 1945 roku), zaś pierwszego gola zdobył w tymże spotkaniu. W przejściowym sezonie chorzowianie wygrali eliminacje i zakwalifikowali się do klasy A.
W sezonie 1945/1946 Ruch zakończył rozgrywki na piątym miejscu śląskiej klasy A. W wyjazdowym spotkaniu przeciwko RKS–owi Oświęcim (1:5, 9 grudnia 1945 roku) Cieślik zdobył pierwszego w karierze hat tricka. Wyczyn ten powtórzył w wygranym meczu ze Śląskiem Świętochłowice (0:3, 7 kwietnia 1946 roku), kiedy to trzykrotnie pokonał bramkarza rywali. W czerwcu 1946 roku otrzymał powołanie do reprezentacji Śląska na rozgrywany w Chorzowie sparing z brytyjską Armią Renu (3:1, 16 czerwca 1946 roku), która składała się z zawodowych piłkarzy. Cieślik zaliczył asystę oraz strzelił jedną z trzech bramek uderzeniem z odległości trzydziestu metrów, zaś dziennikarz Jerzy Zmarzlik pisał o nim:

Najlepszy gracz Śląska znajdował się w ataku. Był nim Cieślik, który wykazał formę i klasę, jakiej nie oglądaliśmy po wojnie u żadnego jeszcze piłkarza w Polsce. Klasa tego piłkarza stawia go już dziś na pierwszym miejscu wśród wszystkich napastników polskich.

Cieślik zagrał w trzech meczach o Puchar im. Józefa Kałuży, w którym brały udział reprezentacje związków okręgowych. Wystąpił w wygranym meczu z Poznaniem (4:0, 28 lipca 1946 roku), przegranym z Krakowem (4:1, 18 sierpnia 1946 roku) oraz zremisowanym z Warszawą (2:2, 22 września 1946 roku). Reprezentacja Śląska zajęła na zakończenie turnieju drugie miejsce w tabeli, zaś Cieślik w spotkaniu z Poznaniem strzelił hat tricka.

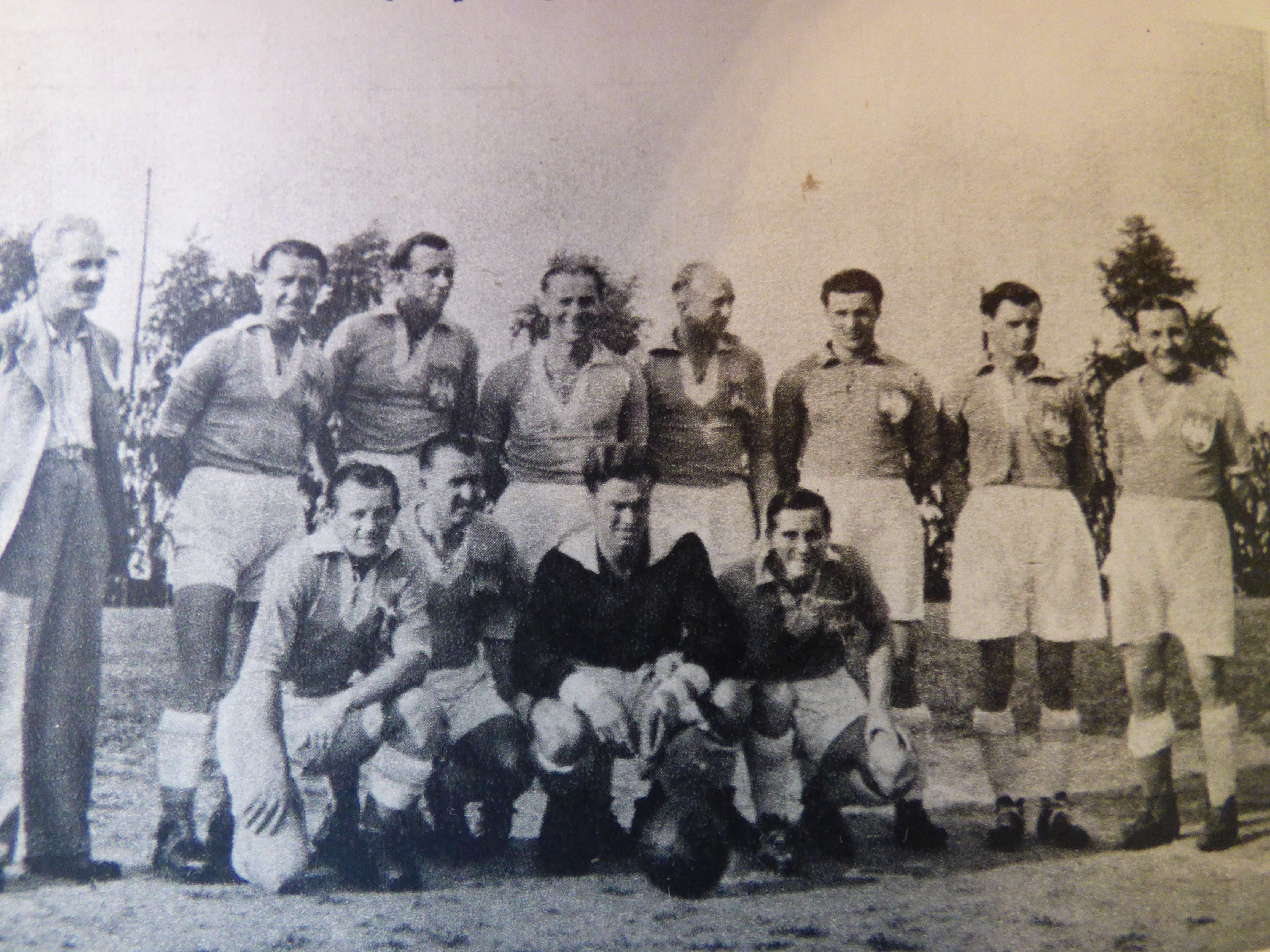
Reprezentacja Śląska przed towarzyskim meczem z Brnem (2:3, 21 czerwca 1947 roku). Cieślik pierwszy z prawej w dolnym rzędzie.

W sezonie 1946/1947 Ruch zwyciężył swoją grupę w rozgrywkach śląskiej A klasy. W wygranych meczach ze Śląskiem Świętochłowice (1:3, 8 grudnia 1946 roku), Błyskawicą Radlin (1:6, 14 kwietnia 1947), RKS–em Łagiewniki (10:2, 20 kwietnia 1947 roku) i Kopalnią Bogucice (3:6, 1 maja 1947 roku) Cieślik zdobył hat tricka. W zwycięskich pojedynkach Ruchu z Łagiewnikami (1:7, 27 października 1946 roku) i Kopalnią Bogucice (7:1, 12 stycznia 1947 roku) strzelił po cztery gole, zaś w meczu domowym przeciwko RKS–owi Zabłocie (9:1, 17 listopada 1946) zdobył pięć bramek. Ruch zagrał w finałach o mistrzostwo Śląska, w których okazał się lepszy od Concordii Knurów oraz Kolejarza Katowice. W pierwszym spotkaniu przeciwko Kolejarzowi (3:0, 29 czerwca 1947 roku), który Ruch rozgrywał w roli gospodarza, Cieślik nie wykorzystał rzutu karnego. Latem 1947 roku dwadzieścia zespołów z kraju, w skład których weszli mistrzowie oraz wicemistrzowie okręgowych rozgrywek A klasy, rozpoczęło rywalizację o trzy miejsca w powstałej I lidze. Po wygranych międzyokręgowych eliminacjach Ruch przystąpił do krajowych eliminacji o wejście do I ligi. Miejsce w najwyższej klasie rozgrywkowej uzyskał po wygraniu swojej grupy. W spotkaniu wyjazdowym przeciwko Widzewowi Łódź (1:11, 7 września 1947 roku) Cieślik strzelił sześć bramek, zaś w rozegranym w Chorzowie z Lechią Gdańsk (4:1, 16 listopada 1947 roku) trzykrotnie pokonał bramkarza gości. W pierwszym meczu z Lechią w Gdańsku (0:1, 22 września 1947 roku) jedyny gol padł po strzale z woleja w wykonaniu Cieślika. Jesienią 1946 roku reprezentacja Śląska została zaproszona na tournée po Szkocji, w którym przegrała z Dundee United (2:0, 14 października 1946 roku) oraz pokonała Greenock Morton (1:3, 16 października 1946 roku), Ayr United (1:2, 19 października 1946 roku) i Third Larnac Queens Park (1:2, 23 października 1946 roku). Cieślik zdobył w tych spotkaniach cztery bramki, zaś po zakończonym tournée otrzymał propozycję przejścia do profesjonalnego klubu Aberdeen oraz dziesięć tysięcy funtów za rok gry. W maju 1947 roku rozegrano pierwsze mecze o Puchar im. Józefa Kałuży, który wobec braku terminów na rundę rewanżową dokończono w następnym roku. Cieślik wystąpił w sześciu spotkaniach przeciwko reprezentacji Łodzi (3:3, 18 sierpnia 1947 roku i 3:4, 5 grudnia 1948 roku), Warszawy (1:2, 12 października 1947 roku i 3:3, 3 października 1948 roku), Krakowa (2:1, 2 września 1948 roku) i Poznania (1:5, 12 września 1948 roku). Strzelił w turnieju osiem bramek, natomiast reprezentacja Śląska zajęła ostatnie, piąte miejsce w tabeli.

### Występy w I lidze (1948–1959)
W sezonie 1948 trenerem Ruchu został František Dembický, z którym zajął trzecie miejsce w pierwszych po wojnie rozgrywkach ligowych w kraju. Cieślik był jednym z dwóch piłkarzy, obok Czesława Suszczyka, którzy rozegrali wszystkie dwadzieścia sześć spotkań w pełnym wymiarze czasowym. Debiut w I lidze zaliczył w domowym spotkaniu przeciwko Garbarni Kraków (1:0, 14 marca 1948 roku), zaś premierową bramkę strzelił na wyjeździe Cracovii (0:4, 11 kwietnia 1948 roku). W zwycięskim pojedynku Ruchu z Widzewem Łódź (13:1, 30 maja 1948 roku) zdobył w drugiej połowie hat tricka, a mecz ten wszedł w serię siedmiu kolejnych spotkań, w których strzelił co najmniej jednego gola. W maju wyjechał do Francji na turniej drużyn związkowych. Reprezentacja zajęła piąte miejsce i składała się głównie z piłkarzy Ruchu oraz AKS–u Chorzów. W spotkaniu z jugosłowiańskim zespołem Cieślik strzelił bramkę.
Przez pierwsze dziesięć kolejek ligowych sezonu 1949 Ruch grał bez trenera, po czym rolę szkoleniowca objął Gerard Wodarz. Pod wodzą Wodarza drużyna zajęła ósme miejsce w lidze walcząc o uniknięcie spadku do ostatniej kolejki. W zwycięskiej grze ligowej przeciwko Szombierkom Bytom (1:6, 25 września 1949 roku) Cieślik strzelił cztery bramki. Łącznie w rozgrywkach ligowych zdobył siedemnaście goli, dzięki czemu w klasyfikacji na najlepszego strzelca zajął trzecie miejsce. Jako reprezentant Śląska wystąpił w dwóch meczach o Puchar im. Józefa Kałuży. Cieślik zagrał w przegranych pojedynkach z reprezentacją Poznania (4:0, 11 września 1949 roku) i Krakowa (0:1, 20 listopada 1949 roku), natomiast Śląsk zajął w tabeli końcowej trzecie miejsce.
W sezonie 1950 zespół przejął Ryszard Koncewicz i poprowadził go do wicemistrzostwa Polski. Ruch przegrał rywalizację z Wisłą Kraków o punkt. Cieślik był jednym z dwóch piłkarzy, obok Huberta Jacka, którzy rozegrali wszystkie dwadzieścia dwa spotkania ligowe w pełnym wymiarze czasowym. W klasyfikacji na najlepszego strzelca rozgrywek zajął z dorobkiem dziewiętnastu bramek drugie miejsce (ex aequo ze Stanisławem Baranem), z czego pięć goli zdobył po rzutach karnych. Cieślik przejął w tym sezonie funkcję kapitana od Henryka Alszera oraz został nagrodzony premią pieniężną przez Główny Komitet Kultury Fizycznej.
W sezonie 1951 Ruch został mistrzem Polski, mimo że zakończył zmagania ligowe na szóstym miejscu. Władze piłkarskie w kraju zmieniły regulamin rozgrywek i przyznały tytuł pierwszemu po II wojnie światowej zwycięzcy Pucharu Polski. W rozgrywanym na Stadion Wojska Polskiego w Warszawie finale Ruch wygrał z Wisłą Kraków (2:0, 16 września 1951 roku). Za tryumf w Pucharze Polski Cieślik otrzymał buty narciarskie. W rozgrywkach ligowych dwukrotnie zaliczył serię sześciu meczów z co najmniej jedną strzeloną bramką. W klasyfikacji na najlepszego strzelca zajął z dorobkiem dziewiętnastu goli drugie miejsce.
W sezonie 1952 zdezorganizowano rozgrywki ligowe ze względu na Letnie Igrzyska Olimpijskie w Helsinkach. Kluby zmagały się w pierwszym półroczu w Pucharze Zlotu Młodych Przodowników. Po zakończeniu igrzysk rozegrano skrócony sezon, w którym podzielono zespoły na dwie grupy. Ruch pod wodzą nowego trenera Edwarda Cebuli wygrał swoją grupę i zmierzył się w barażu o mistrzostwo z triumfatorem drugiej grupy, Polonią Bytom. Ruch obronił tytuł z poprzedniego sezonu po wygranym dwumeczu, zaś Cieślik zdobył w pierwszym spotkaniu (7:0, 13 listopada 1952 roku) cztery bramki. Łącznie w rozgrywkach ligowych zdobył jedenaście goli, dzięki czemu w klasyfikacji na najlepszego strzelca zajął pierwsze miejsce. Ponadto był jednym z dwóch piłkarzy, obok Henryka Alszera, którzy rozegrali wszystkie dwanaście spotkania ligowe w pełnym wymiarze czasowym. Cieślik za mistrzowski tytuł otrzymał sweter.
W sezonie 1953 Ruch po raz trzeci z rzędu zdobył mistrzostwo kraju. Cieślik wystąpił w dwudziestu jeden meczach ligowych. Nie zagrał jedynie w ostatniej kolejce przeciwko Cracovii (0:0, 31 października 1953 roku), ponieważ trener Cebula wystawił wówczas rezerwy. W wygranych spotkaniach z AKS–em Chorzów (7:0, 26 lipca 1953 roku) oraz Lechem Poznań (1:3, 2 sierpnia 1953 roku) trzykrotnie pokonał bramkarza rywali. W klasyfikacji na najlepszego strzelca rozgrywek zajął z dorobkiem dwudziestu czterech bramek pierwsze miejsce. Cieślik uzyskał w sezonie 6,49 procent goli z dorobku całej ligi, co jest drugim wynikiem w historii rozgrywek.
W połowie sezonie 1954 drużynę ze względu na słabe wyniki przejął Adam Niemiec. Ruch zajął w rozgrywkach ligowych trzecie miejsce, gdyż nie zdołał wygrać w ostatnim meczu sezonu z Wisłą Kraków (1:1, 4 grudnia 1954 roku). Cieślik strzelił w rozgrywkach ligowych dziewięć goli, dzięki czemu w klasyfikacji na najlepszego strzelca zajął trzecie miejsce (ex aequo z Wacławem Sąsiadkiem i Władysławem Soporkiem).
W sezonie 1955 Ruch po raz drugi z rzędu zajął trzecie miejsce w rozgrywkach ligowych. Cieślik wystąpił w dwudziestu jeden meczach ligowych. Nie zagrał jedynie w ostatniej kolejce przeciwko Wiśle Kraków (3:0, 27 listopada 1955 roku), ponieważ pogryzł go pies. W klasyfikacji na najlepszego strzelca rozgrywek zajął z dorobkiem piętnastu bramek drugie miejsce. W sierpniu otrzymał polecenie od Głównego Komitetu Kultury Fizycznej wyjazdu z Górnikiem Zabrze na tournée do Związku Radzieckiego, które było zorganizowane z okazji święta górniczego. Cieślik wystąpił w meczu z Szachtarem Donieck (2:0, 29 sierpnia 1955 roku) oraz Zenitem Petersburg (2:1, 5 września 1955 roku). Grając przeciwko Zenitowi strzelił honorową bramkę, pierwszą w historii Górnika poza granicami kraju.
| Lp. | Lata gry         | Imię i nazwisko   | Bramki |
| --- | ---------------- | ----------------- | ------ |
| 1.  | 1948–1959        | Gerard Cieślik    | 168    |
| 2.  | 1928–1939 i 1948 | Teodor Peterek    | 157    |
| 3.  | 1934–1939        | Ernest Wilimowski | 117    |
| 4.  | 1959–1971        | Eugeniusz Faber   | 104    |
| 5.  | 1957–1967        | Eugeniusz Lerch   | 85     |

W sezonie 1956 Ruch został wicemistrzem Polski. Cieślik wystąpił w dwudziestu jeden meczach ligowych. Nie zagrał jedynie w osiemnastej kolejce przeciwko Polonii Bydgoszcz (0:1, 23 września 1956 roku). W zwycięskim spotkaniu rozgrywanym w ramach Pucharu Polski z Polonią Nowa Sól (0:8, 18 listopada 1956 roku) strzelił hat tricka.
W sezonie 1957 trenerem zespołu został Mikołaj Beljung, którego na dwie kolejki przed zakończeniem sezonu zmienił Czesław Suszczyk. Ruch zajął ósme miejsce w rozgrywkach ligowych. Podczas domowego spotkania przeciwko ŁKS–owi Łódź (3:1, 11 września 1957 roku) Cieślik trzykrotnie pokonał bramkarza rywali, Henryka Szczurzyńskiego.
W sezonie 1958 szkoleniem piłkarzy Ruchu zajął się János Steiner. Chorzowianie uplasowali się pod jego wodzą na czwartym miejscu w tabeli na zakończenie rozgrywek ligowych. W pierwszej kolejce przeciwko Gwardii Warszawa (1:1, 16 marca 1958 roku) Cieślik rozegrał dwusetny mecz w I lidze, zaś jubileusz uczcił zdobytą bramką. W wygranym spotkaniu z Legią Warszawa (5:2, 6 września 1958 roku) zdobył hat tricka.
W sezonie 1959 nowym trenerem zespołu został ponownie Edward Cebula, z którym Ruch zajął piąte miejsce w tabeli ligowej. Cieślik zakończył piłkarską karierę w wieku trzydziestu dwóch lat, po ostatnim meczu sezonu przeciwko Wiśle Kraków (2:1, 15 listopada 1959 roku). Na pożegnanie dostał od działaczy Ruchu aparat fotograficzny, zaś Wisła podarowała mu złoty sygnet. Ofertę gry Cieślikowi złożyło Zagłębie Sosnowiec, jednakże odmówił i został trenerem. Decyzję o zakończeniu kariery piłkarskiej skomentował po latach słowami:

Kilka razy przeczytałem, że powoli mógłbym już dać sobie spokój z piłką i zacząłem w to wierzyć. Na ławce Ruchu czekało kilku wychowanków gotowych wejść w moje miejsce i w tamtym momencie czułem, że nadszedł odpowiedni moment na zmianę warty. Nigdy nie chciałem kończyć kariery przesiadując na ławce rezerwowych i odcinając kupony od dawnej chwały. To mnie nie interesowało. Choć nie ukrywam, potem nadchodziły mnie wątpliwości, czy się czasem nie pośpieszyłem z tym zejściem z boiska, to prędzej czy później musiało to nastąpić. Taka kolej rzeczy.

## Kariera reprezentacyjna

Wizerunek Gerarda Cieślika w barwach reprezentacji Polski na muralu w Chorzowie przy ul. Rostka 1

Cieślik był reprezentantem Polski w latach 1947–1958. Wystąpił w tym czasie w czterdziestu pięciu meczach i zdobył dwadzieścia siedem goli. Zadebiutował w kadrze prowadzonej przez selekcjonera Wacława Kuchara w towarzyskim spotkaniu przeciwko Norwegii (3:1, 11 czerwca 1947 roku), zaś pierwszą bramkę zdobył w meczu z Rumunią (1:2, 19 lipca 1947 roku). W trakcie wieloletniej kariery reprezentacyjnej pełnił w latach 1950–1958 funkcję kapitana drużyny. Zadebiutował w tej roli w spotkaniu przeciwko Bułgarii (0:1, 30 października 1950 roku), a mając wówczas dwadzieścia trzy lata został najmłodszym kapitanem reprezentacji Polski w historii. W towarzyskim meczu z Rumunią (3:3, 14 maja 1950 roku) zdobył jedynego w karierze hat tricka w barwach narodowych. Ostatnią bramkę dla reprezentacji Cieślik strzelił Szkocji (1:2, 1 czerwca 1958 roku), zaś karierę zakończył po towarzyskim spotkaniu przeciwko Węgrom (1:3, 14 września 1958 roku), w którym został ustawiony na pozycji lewoskrzydłowego, a nie jak dotychczas środkowego napastnika.
20 października 1957 roku na Stadionie Śląskim w Chorzowie w ramach eliminacji do Mistrzostw Świata 1958 przy obecności stu tysięcy kibiców strzelił 2 gole drużynie ZSRR. Mecz zakończył się zwycięstwem Polski 2:1

### Letnie Igrzyska Olimpijskie 1952
Na Letnich Igrzyskach Olimpijskich w Helsinkach, reprezentacja Polski była prowadzona przez selekcjonera Michała Matyasa oraz jego współpracownika Tivadara Királya. Cieślik wystąpił w meczu rundy wstępnej przeciwko amatorskiej reprezentacji Francji (2:1, 15 lipca 1952 roku) oraz 1/8 finału z Danią (0:2, 21 lipca 1952 roku). Cieślik pełnił na igrzyskach rolę kapitana zespołu. Udział reprezentacji na turnieju olimpijskim skomentował po latach, następującymi słowami:

W przygotowaniach do igrzysk popełniliśmy sporo błędów. Przede wszystkim, co chwilę zmieniano koncepcję gry. Tuż przed wyjazdem do Helsinek trenera Ryszarda Koncewicza zastąpił duet Tivadar Király–Michał Matyas. Na olimpiadzie przekonaliśmy się w końcu, jak wiele jeszcze dzieli nas od europejskiej piłki. Duńczycy (...) grali zupełnie inny futbol niż my. Dużo krótkich podań pozwalało im wyczekiwać na dogodny moment do długiego przerzutu. My, niemal natychmiast po przechwycie, wywalaliśmy piłkę do przodu.

## Kariera trenerska
| 1961 | I Liga | 10 | 6 | 3 | 1 | 60 |

Od lipca do grudnia 1946 roku Cieślik jako czynny zawodnik prowadził dwa razy w tygodniu zajęcia z piłkarzami Grunwaldu Ruda Śląska. W 1956 roku zajmował się przez krótki czas szkoleniem graczy Prosny Wieruszów. Z początkiem sezonu 1958 objął funkcję trenera drugoligowej Concordii Knurów. Drużyna zajęła na zakończenie rozgrywek ligowych ósme miejsce w tabeli, zaś spadku uniknęła dzięki zwycięstwom w dwóch ostatnich kolejkach ze Stalą Mielec (0:3, 19 października 1958 roku) i Górnikiem Radlin (5:2, 26 października 1958 roku). Ze względu na postawiony warunek przez działaczy Ruchu, Cieślik zdecydował się na kontynuowanie wyłącznie kariery piłkarskiej i zrezygnował z funkcji szkoleniowca. Obowiązki trenerskie w Concordii przejął jego były klubowy kolega, Franciszek Tim. W 1961 roku ukończył kurs instruktora piłki nożnej, zaś po trzech kolejkach ligowych zastąpił na stanowisku trenera Ruchu Gerarda Wodarza. W latach 1964–1966 szkolił piłkarzy MKS–u Lędziny, z którymi w sezonie 1964/1965 zajął piąte miejsce w III lidze, a międzyczasie uzyskał w 1965 roku tytuł trenera I klasy. W sezonie 1968/1969 prowadził Unię Racibórz, natomiast w 1971 roku zdobył tytuł trenera II klasy. Jako trener prowadził również AKS Chorzów oraz Uranię Ruda Śląska.

## Statystyki

### Klubowe w latach 1948–1959
| Sezon | Klub         | Liga   | Liga krajowa | Liga krajowa | Puchar Polski | Puchar Polski | Łącznie | Łącznie |
| Sezon | Klub         | Liga   | Meczów       | Bramek       | Meczów        | Bramek        | Meczów  | Bramek  |
| ----- | ------------ | ------ | ------------ | ------------ | ------------- | ------------- | ------- | ------- |
| 1948  | Ruch Chorzów | I Liga | 26           | 18           | –             | –             | 26      | 18      |
| 1949  | Ruch Chorzów | I Liga | 19           | 17           | –             | –             | 19      | 17      |
| 1950  | Ruch Chorzów | I Liga | 22           | 19           | –             | –             | 22      | 19      |
| 1951  | Ruch Chorzów | I Liga | 18           | 19           | 4             | 5             | 22      | 24      |
| 1952  | Ruch Chorzów | I Liga | 12           | 11           | 1             | 0             | 13      | 11      |
| 1953  | Ruch Chorzów | I Liga | 21           | 24           | –             | –             | 21      | 24      |
| 1954  | Ruch Chorzów | I Liga | 20           | 9            | 1             | 0             | 21      | 9       |
| 1955  | Ruch Chorzów | I Liga | 21           | 15           | 3             | 1             | 24      | 16      |
| 1956  | Ruch Chorzów | I Liga | 21           | 11           | 2             | 3             | 23      | 14      |
| 1957  | Ruch Chorzów | I Liga | 19           | 11           | 2             | 1             | 21      | 12      |
| 1958  | Ruch Chorzów | I Liga | 20           | 11           | –             | –             | 20      | 11      |
| 1959  | Ruch Chorzów | I Liga | 18           | 3            | –             | –             | 18      | 3       |
| Razem | Razem        | Razem  | 237          | 168          | 13            | 10            | 250     | 178     |

Według większości opracowań Cieślik uzyskał 167 goli w lidze. Różnice w bilansie bramkowym Cieślika dotyczą sezonu 1950, bowiem Cieślikowi przypisano w nim 18 goli w podsumowaniu książki o Ruchu Chorzów na str. 210), jednak gdy policzymy jego bilans szczegółowo „mecz po meczu” (na str. 72), to okaże się, że tych goli jest 19. Problem sprowadza się do drugiego trafienia w meczu z Wartą (4:0, rok 1950). Analiza źródeł pokazuje różnice. Wprawdzie katowicki Sport napisał, że gola z rzutu karnego zdobył Cieślik, jednak aż cztery inne czasopisma: warszawski Przegląd Sportowy, krakowski Piłkarz oraz ukazujące się w Katowicach Trybuna Robotnicza i Dziennik Zachodni podały, iż jedenastkę skutecznie wykorzystał Kubicki. Kierując się zasadą większości źródeł – gola należałoby przypisać Kubickiemu, co sprawia, że Cieślik będzie miał w swoim dorobku 167 bramek. W dyskusjach nad rozwiązaniem tego dylematu zwolennicy przyznania spornego gola Cieślikowi opierają swoje racje na jeszcze innym przekonaniu, iż Cieślik był wówczas w drużynie chorzowskiej jedynym egzekutorem rzutów karnych. Niestety, także i ten argument nie jest prawdziwy, bowiem cztery miesiące wcześniej, w meczu z Górnikiem Radlin, sędzia Kropicki przyznał dla chorzowian dwa rzuty karne, jednego egzekwował Kubicki, a drugiego Cieślik (oba strzały były celne).
Gole Gerarda Cieślika w sezonie 1950
- 1 1:2 (dom) z Garbarnią („Przegląd Sportowy” nr 25 z 27 marca 1950)
- 2+3 4:1 (wyjazd) z Łódzkim KS („PS” nr 30 z 17 kwietnia 1950)
- 4 3:0 (d) z Górnikiem Radlin („PS” nr 39 z 19 maja 1950)
- 5 2:1 (w) z Cracovią („PS” nr 40 z 22 maja 1950)
- 6 3:0 (d) z Szombierkami („PS” nr 46 z 12 czerwca 1950)
- 7 2:0 (d) z AKS Chorzów („PS” nr 49 z 23 czerwca 1950)
- 8+9 3:1 (w) z Lechem („PS” nr 52 z 3 lipca 1950)
- 10 4:1 (d) z Polonią Warszawa („PS” nr 60 z 31 lipca 1950)
- 11+12 5:1 (d) z Lechem („PS” nr 74 z 18 września 1950)
- 13 3:2 (w) z Szombierkami („PS” nr 76 z 25 września 1950)
- 14 4:0 (d) z Wartą („PS” nr 78 z 2 października 1950)
- 15+16 2:3 (d) z Cracovią („PS” nr 90 z 13 listopada 1950)
- 17 2:1 (w) z Górnikiem Radlin („PS” nr 90 z 13 listopada 1950)
- 18 1:1 (d) z Łódzkim KS („PS” nr 92 z 20 listopada 1950)

### Reprezentacyjne w latach 1947–1958
| Reprezentacja | Rok     | Mecze | Bramki |
| ------------- | ------- | ----- | ------ |
| Polska        | 1947    | 7     | 7      |
| Polska        | 1948    | 7     | 3      |
| Polska        | 1949    | 4     | 3      |
| Polska        | 1950    | 5     | 5      |
| Polska        | 1951    | 1     | 0      |
| Polska        | 1952    | 4     | 0      |
| Polska        | 1953    | 2     | 0      |
| Polska        | 1954    | 2     | 1      |
| Polska        | 1955    | 3     | 3      |
| Polska        | 1956    | 2     | 0      |
| Polska        | 1957    | 3     | 2      |
| Polska        | 1958    | 5     | 3      |
| Ogólnie       | Ogólnie | 45    | 27     |

| Polska            | Polska     | Polska                  | Polska         | Polska | Polska          | Polska      | Polska |
| Lp.               | Data       | Miejsce                 | Przeciwnik     | Wynik  | Gol             | Rozgrywki   |        |
| ----------------- | ---------- | ----------------------- | -------------- | ------ | --------------- | ----------- | ------ |
| 1.                | 11.06.1947 | Oslo, Norwegia          | Norwegia       | 3:1    |                 | towarzyski  |        |
| 2.                | 19.07.1947 | Warszawa, Polska        | Rumunia        | 1:2    | Gol             | towarzyski  |        |
| 3.                | 31.08.1947 | Praga, Czechosłowacja   | Czechosłowacja | 6:3    | Gol · Gol       | towarzyski  |        |
| 4.                | 14.09.1947 | Solna, Szwecja          | Szwecja        | 5:4    | Gol             | towarzyski  |        |
| 5.                | 17.09.1947 | Helsinki, Finlandia     | Finlandia      | 1:4    | Gol · Gol       | towarzyski  |        |
| 6.                | 19.10.1947 | Belgrad, Jugosławia     | Jugosławia     | 7:1    | Gol             | towarzyski  |        |
| 7.                | 26.10.1947 | Bukareszt, Rumunia      | Rumunia        | 0:0    |                 | towarzyski  |        |
| 8.                | 04.04.1948 | Sofia, Bułgaria         | Bułgaria       | 1:1    |                 | towarzyski  |        |
| 9.                | 18.04.1948 | Warszawa, Polska        | Czechosłowacja | 3:1    | Gol             | towarzyski  |        |
| 10.               | 26.06.1948 | Kopenhaga, Dania        | Dania          | 8:0    |                 | towarzyski  |        |
| 11.               | 25.08.1948 | Warszawa, Polska        | Jugosławia     | 0:1    |                 | towarzyski  |        |
| 12.               | 19.09.1948 | Warszawa, Polska        | Węgry          | 2:6    | Gol             | towarzyski  |        |
| 13.               | 10.10.1948 | Chorzów, Polska         | Rumunia        | 0:0    |                 | towarzyski  |        |
| 14.               | 17.10.1948 | Warszawa, Polska        | Finlandia      | 1:0    | Gol             | towarzyski  |        |
| 15.               | 08.05.1949 | Bukareszt, Rumunia      | Rumunia        | 2:1    |                 | towarzyski  |        |
| 16.               | 02.10.1949 | Warszawa, Polska        | Bułgaria       | 3:2    | Gol · Gol       | towarzyski  |        |
| 17.               | 30.10.1949 | Ostrawa, Czechosłowacja | Czechosłowacja | 2:0    |                 | towarzyski  |        |
| 18.               | 06.11.1949 | Warszawa, Polska        | Albania        | 2:1    | Gol             | towarzyski  |        |
| 19.               | 01.05.1950 | Tirana, Albania         | Albania        | 0:0    |                 | towarzyski  |        |
| 20.               | 14.05.1950 | Wrocław, Polska         | Rumunia        | 3:3    | Gol · Gol · Gol | towarzyski  |        |
| 21.               | 04.06.1950 | Warszawa, Polska        | Węgry          | 2:5    | Gol             | towarzyski  |        |
| 22.               | 22.10.1950 | Warszawa, Polska        | Czechosłowacja | 1:4    |                 | towarzyski  |        |
| 23.               | 30.10.1950 | Sofia, Bułgaria         | Bułgaria       | 0:1    | Gol             | towarzyski  |        |
| 24.               | 27.05.1951 | Budapeszt, Węgry        | Węgry          | 6:0    |                 | towarzyski  |        |
| 25.               | 18.05.1952 | Warszawa, Polska        | Bułgaria       | 0:1    |                 | towarzyski  |        |
| 26.               | 15.06.1952 | Warszawa, Polska        | Węgry          | 1:5    |                 | towarzyski  |        |
| mecz nieoficjalny | 15.07.1952 | Lahti, Finlandia        | Francja        | 2:1    |                 | IO 1952     |        |
| 27.               | 21.07.1952 | Turku, Finlandia        | Dania          | 2:0    |                 | IO 1952     |        |
| 28.               | 21.09.1952 | Warszawa, Polska        | NRD            | 3:0    |                 | towarzyski  |        |
| 29.               | 10.05.1953 | Wrocław, Polska         | Czechosłowacja | 1:1    |                 | towarzyski  |        |
| 30.               | 13.09.1953 | Sofia, Bułgaria         | Bułgaria       | 2:2    |                 | towarzyski  |        |
| 31.               | 08.08.1954 | Warszawa, Polska        | Bułgaria       | 2:2    |                 | towarzyski  |        |
| 32.               | 26.09.1954 | Rostock, Niemcy         | NRD            | 0:1    | Gol             | towarzyski  |        |
| 33.               | 29.05.1955 | Bukareszt, Rumunia      | Rumunia        | 2:2    | Gol             | towarzyski  |        |
| 34.               | 26.06.1955 | Sofia, Bułgaria         | Bułgaria       | 1:1    |                 | towarzyski  |        |
| 35.               | 11.09.1955 | Helsinki, Finlandia     | Finlandia      | 1:3    | Gol · Gol       | towarzyski  |        |
| 36.               | 30.05.1956 | Oslo, Norwegia          | Norwegia       | 0:0    |                 | towarzyski  |        |
| 37.               | 26.08.1956 | Wrocław, Polska         | Bułgaria       | 1:2    |                 | towarzyski  |        |
| 38.               | 20.10.1957 | Chorzów, Polska         | ZSRR           | 2:1    | Gol · Gol       | el. MŚ 1958 |        |
| 39.               | 03.11.1957 | Warszawa, Polska        | Finlandia      | 4:0    |                 | el. MŚ 1958 |        |
| 40.               | 24.11.1957 | Lipsk, Niemcy           | ZSRR           | 2:0    |                 | el. MŚ 1958 |        |
| 41.               | 11.05.1958 | Chorzów, Polska         | Irlandia       | 2:2    | Gol             | towarzyski  |        |
| 42.               | 25.05.1958 | Kopenhaga, Dania        | Dania          | 3:2    | Gol             | towarzyski  |        |
| 43.               | 01.06.1958 | Warszawa, Polska        | Szkocja        | 1:2    | Gol             | towarzyski  |        |
| 44.               | 28.06.1958 | Rostock, Niemcy         | NRD            | 1:1    |                 | towarzyski  |        |
| 45.               | 14.09.1958 | Chorzów, Polska         | Węgry          | 1:3    |                 | towarzyski  |        |

## Sukcesy

### Ruch Chorzów
- Mistrzostwo Polski (3 razy) w sezonach: 1951, 1952, 1953
- Wicemistrzostwo Polski (2 razy) w sezonach: 1950, 1956
- 3. miejsce mistrzostw Polski (3 razy) w sezonach: 1948, 1954, 1955
- Puchar Polski w sezonie 1951

### Indywidualne
- Król strzelców (2 razy) I ligi w sezonach: 1952, 1953[2]

### Wyróżnienia
- Piłkarz roku (6 razy) według ekspertów piłkarskiej encyklopedii Fuji w latach: 1949, 1950, 1951, 1952, 1953, 1954[1]
- Piłkarz 50-lecia Polskiego Związku Piłki Nożnej w plebiscycie zorganizowanym przez tygodnik Piłka Nożna w 1969 roku[1][118]
- Honorowy Członek Polskiego Związku Piłki Nożnej w 1993 roku[119]
- Honorowy obywatel Chorzowa w 2000 roku[120]
- Nominacja do reprezentacji 100-lecia Polskiego Związku Piłki Nożnej w 2019 roku[121]

## Życie prywatne

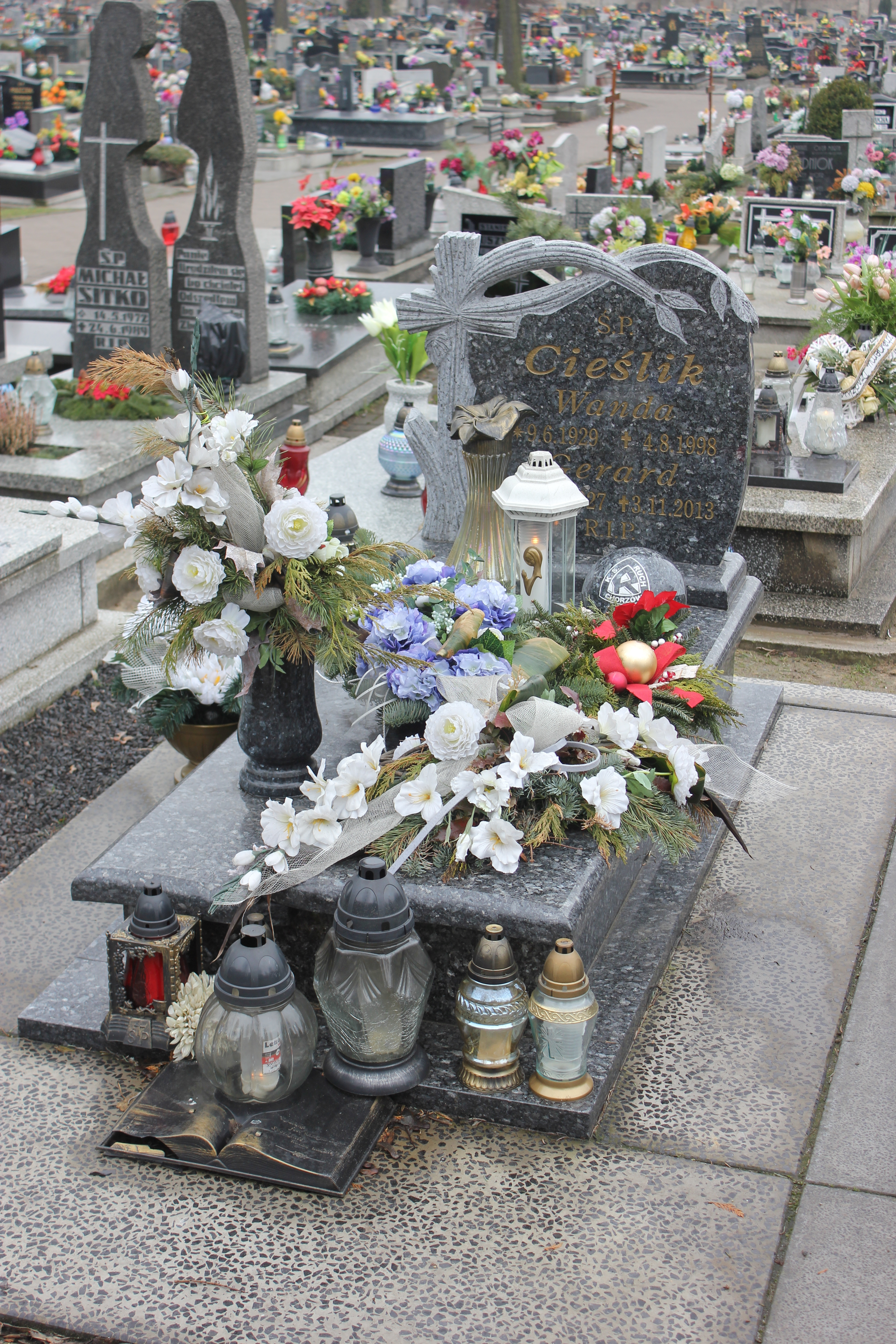
Grób Gerarda Cieślika

Dziadkowie Gerarda Cieślika od strony ojca pochodzili z Łabęd i byli uczestnikami powstań śląskich. Do Hajduk Wielkich trafili po plebiscycie. Cieślik był w dwóch związkach małżeńskich. Z pierwszą żoną Wandą wziął ślub 14 sierpnia 1949 roku i miał z nią dwójkę dzieci: Jana (ur. 1950) oraz Barbarę (ur. 1954). Cieślik miał czworo wnucząt: Katarzynę (ur. 1974), Marcina (ur. 1978), Agatę (ur. 1978) oraz Aleksandrę (ur. 1980). W 1998 roku zmarła jego żona, po czym 25 października 2001 roku wziął ślub kościelny z Krystyną Janiczek, byłą zawodniczką Ruchu Chorzów, trzykrotną mistrzynią Polski w piłce ręcznej. Związek zatwierdzono 14 sierpnia 2002 roku w Urzędzie Stanu Cywilnego w Chorzowie. Cieślik był z wykształcenia tokarzem. Grę w piłkę nożną wiązał z pracą zawodową w Hucie Batory, zaś po zrobieniu kursu mistrza przeniesiono go do działu planowania. Pracował również w Zakładzie Koksowniczym i Hutniczym Przedsiębiorstwie Remontowym w Chorzowie, gdzie odpowiadał za organizację spartakiad zakładowych. Stryjem Gerarda był Ryszard, dwukrotny mistrz Polski w barwach Ruchu Chorzów (1933, 1934), zaś szwagrem Roman Rurański i Ryszard Wyrobek.
Chorował na cukrzycę oraz miał problemy z płucami. Zmarł 3 listopada 2013 roku w szpitalu przy ul. Strzelców Bytomskich w Chorzowie. Został pochowany 8 listopada na cmentarzu w dzielnicy Batory przy ul. Granicznej.

## Filmografia
Gerard Cieślik wystąpił w roli samego siebie w filmie Gra o wszystko z 1978 r. w reżyserii Andrzeja Kotkowskiego.

## Upamiętnienia
W 1960 roku Gerard Cieślik użyczył na prośbę trenera Mariana Boratyńskiego swojego nazwiska do nazwania zespołu, dzięki czemu powstał Międzyszkolny Klub Sportowy Cieśliki Słupsk.
Od października 2001 roku Cieślik jest patronem Zespołu Szkół Sportowych nr 2 w Chorzowie.
W październiku 2007 roku została wydana kartka pocztowa z wizerunkiem Cieślika przy okazji Krajowej Wystawy Filatelistycznej w Chorzowie, zaś w maju 2012 roku chorzowski oddział Polskiego Związku Filatelistów uczcił urodzinowy benefis byłego piłkarza dwoma wydawnictwami.
W lipcu 2014 roku rada miasta podczas nadzwyczajnej sesji podjęła decyzję o postawieniu w centrum Chorzowa pomnika Cieślika. Konkurs na wykonanie odlewu przedstawiającego w skali 1:1 piłkarza w biegu z piłką wygrał Tomasz Wenklar. Pomnik z brązu w formie posągu i ławki o finalnych wymiarach 180 cm wysokości, ponad 2 m długości i 70 cm szerokości odsłonięto w grudniu. Usytuowano go na głównym deptaku miasta przy ul. Wolności. W październiku rada miasta jednogłośnie podjęła decyzję o nazwaniu ronda na skrzyżowaniu ul. Szpitalnej i Żelaznej imieniem Cieślika.
W sierpniu 2016 roku na ścianie kamienicy przy ul. Miarki 21 w Chorzowie powstał mural przedstawiający Cieślika. Inicjatorami projektu byli kibice Ruchu Chorzów, którzy pozyskali fundusze na jego realizację zbierając kapsle z wybranych piw Kompanii Piwowarskiej. Większość prac związanych z realizacją portretu wykonał chorzowski absolwent Ogólnokształcącej Szkoły Sztuk Pięknych w Katowicach o pseudonimie Bolo.
W październiku 2018 roku na ścianie kamienicy przy ul. Rostka 1 w Chorzowie powstał mural przedstawiający wizerunek Roberta Lewandowskiego, Włodzimierza Lubańskiego oraz Cieślika. Inicjatorem projektu był Polski Związek Piłki Nożnej, który uzyskał zgodę na jego realizację od zarządcy budynku, Zakładu Komunalnego PGM. Mural został stworzony przy okazji meczów reprezentacji Polski rozgrywanych na Stadionie Śląskim przeciwko Portugalii i Włochom.
W 2022 roku odsłonięto pomnik Gerarda Cieślika przy Stadionie Śląskim.

## Ordery i odznaczenia
- Krzyż Komandorski Orderu Odrodzenia Polski (16 grudnia 1999)[145]
- Odznaka „Zasłużony Mistrz Sportu”[146]
- Odznaka „Zasłużony Działacz Kultury Fizycznej”[146]
- Złoty Medal za Wybitne Osiągnięcia Sportowe[146]